# Bardi (språk)
Bardi är ett australiskt språk som talades av 380 personer år 1996. Bardi talas i norra delen av Western Australia. Bardi tillhör den nyulnyulanska språkfamiljen.